# 叉杯咽麗魚
叉杯咽麗魚（学名：Cyathopharynx furcifer）為輻鰭魚綱鱸形目隆頭魚亞目慈鯛科的其中一種，分布於非洲坦干伊喀湖流域，體長可達21公分，棲息在岩石底質斜坡水域，以浮游生物為食，生活習性不明，可做為觀賞魚。